# 布古利馬-別列別伊高地
布古利馬-別列別伊高地是俄羅斯的高地，位於東歐平原以西東歐平原的東部，由巴什科爾托斯坦共和國、韃靼斯坦共和國和奧倫堡州負責管轄，最高點海拔高度418米。
54°30′N 53°00′E / 54.500°N 53.000°E